# الحشاشين (مسلسل)
الحشاشين هو مسلسل تلفزيوني بدأ عرضه في شهر رمضان 1445 هـ / 2024 م، على قناة دي إم سي. المسلسل من إخراج بيتر ميمي وبطولة كريم عبد العزيز، فتحي عبد الوهاب، ميرنا نور الدين، أحمد عيد.

## قصة المسلسل
تدور الأحداث في إطار تاريخي، في القرن الحادي عشر ميلادي، حول طائفة دينيَّة من الشِّيعة الإسماعيليَّة تُدعى الحشَّاشُون، والتي أسسها حسن الصَّبَّاح، وعن قيادته للفرقة التي اشتهرت بتنفيذ عمليات اغتيالات دموية لشخصيات مرموقة في تلك المرحلة. فدخلت في عداوات ومعارك مع الخلافتين العبَّاسيَّة، والفاطميَّة، وكذلك مع السَّلاجقة، والأيوبيين، والصَّليبين.

## الانتقادات
أثناء عرض المسلسل في مارس 2024 بموسم رمضان، أثارت اللهجة العامية التي يتحدث بها شخصيات المسلسل العديد من الانتقادات سيما وأن المسلسل تاريخي ويجب أن تكون لغة شخصيات المسلسل هي اللغة العربية الفصحى اذ اعتبره البعض خطأ جسيمًا، بينما يرى آخرون أن ذلك مقصودًا ويأتي في رؤية فنيَّة لصُناع المسلسل، بينما رآه آخرون أن "تمصير" العمل بدلًا من استخدام العربيَّة الفُصحى هو أمرٌ مقصود لكي تصل رسالة العمل إلى المواطن المصري العادي بالدرجة الأولى قبل المواطن العربي، وذلك بهدف تحقيق شعبية للمسلسل بين المصريين وإيصال الأفكار التي يسعى إليه صانعوا المُسلسل، كما يتحدث أحد صُناع المحتوى في يوتيوب.
وقد انتقد العمل عددًا من المُمثلين في الوسط الفني المصري نفسه، ومنهم:
- الفنانة سميحة أيوب صرحت لموقع الشرق للأخبار إنّ: "اللغة العربية الفصحى هي الأفضل في الأعمال التاريخية، حتى تفهم الأجيال الحالية تلك اللغة"، لافتة إلى غياب الفصحى من الأعمال الفنية بشكلٍ عام منذ قرابة 15 عاماً، وأن الجمهور لم يعد يعتاد عليها.
- المخرج مجدي أحمد علي صرح : إن انتقاد البعض لعدم استخدام الفصحى، أمر طبيعي، كونه مسلسلاً تاريخياً، متابعاً "أعتقد أن الاعتماد على العامية قد يكون مقصوداً من قبل صُناع العمل، بهدف الانتشار والوصول إلى أكبر قدر من الجمهور".
- المخرج محمد فاضل، أشار إلى أن مسلسل "الحشاشين"، ليس أول الأعمال التاريخية التي تعتمد على اللهجة العامية، فقد سبقه العديد من المسلسلات، مُشدداً على أن "الأهم هو ضمان تقديم العمل بشكلٍ جيد، لضمان تحقيق رسالته، والتأثير على الجمهور".
- الناقد طارق الشناوي، قال: "لدينا قواعد متوارثة منذ ستينيات القرن الماضي، أن الأعمال التاريخية والدينية تُقدم بالفصحى، وهذا ليس منطقياً بالطبع"، لافتاً إلى أن "ريدلي سكوت قدم نابليون بالإنجليزية، رغم أن الشخصية فرنسية".

وكان رد المُخرج بيتر ميمي على الانتقادات المُوجهة إلى استخدام اللَّهجة المصريَّة في المُسلسل قائلًا: «المسلسل تدور أحداثه بين الأتراك والفرس، وحينما قدمه الأتراك استخدموا اللغة التركية، وكذلك النسخة الأمريكية منه كانت باللغة الإنكليزية، ونحن نقدمه في مصر والترجمة موجودة في كل بلدٍ يُعرض فيه العمل». وأوضح أن شخصيَّة حسن الصَّبَّاح المعروضة في المسلسل عبارة عن «اجتهاد» بسبب حرق القلعة والكُتُب من قبل المغول في ذلك الوقت.
وذكرت وسائل إعلام مصريَّة عن وسائل إيرانيَّة أن السُّلطات الإيرانيَّة منعت عرض المسلسل رسميًا في 28 أبريل 2024 م، بسبب تحفظاتها على ما بعض ما ورد في المسلسل دون الخوض في مزيد من التفاصيل أو شرح الأسباب.

## طاقم العمل
- كريم عبد العزيز بدور حسن الصباح
- فتحي عبد الوهاب بدور نظام الملك
- ميرنا نور الدين بدور دنيا زاد
- أحمد عيد بدور زيد بن سيحون
- إسلام جمال بدور السلطان ملك شاه
- نيكولا معوض بدور عمر الخيام
- سامي الشيخ بدور بزرك آميد
- سارة الشامي بدور نورهان
- عمر الشناوي (السلطان باركياروق بن ملكشاه)
- نور إيهاب (ناظ)
- سوزان نجم الدين (ألينار)
- بسنت أبو باشا (جورية)
- محمد رجب (ضيف شرف - الحاكم السابق لقلعة ألموت)
- جيهان الشماشرجي
- أحمد ميدان (الهادي بن حسن الصباح صغيراً)
- أحمد عبد الوهاب (يحيى)
- قمر السباعي
- كريم سرور (خيرت - فدائي من الحشاشين )
- إبرهيم كامل (سليمان)
- محمد منير (طيفور)
- أحمد الجوهري
- عابد عناني (الأمير نزار ابن المستنصر بالله)
- أحمد عبد الله
- أمينة خليل (بدر البدور)
- ميمي جمال
- ياسر علي ماهر (المستنصر بالله)
- باتع خليل (أحد وزراء بركياروق)
- عماد الراهب (تاج الدين وزير بركياروق)
- علاء قوقة
- مروان نشأت (چوان)
- محمد الشحات مبروك (جندي في جيش السلاجقة)
- مصطفى الرومي (طباخ السلطان)
- نادر جودة (مساعد بدر الدين الجمالي)
- محمد سليمان (الوزير بدر الدين الجمالي)
- نضال الشافعي (الإمام الغزالي)
- معتز السويفي (سعيد مؤذن أصفهان)
- شريف البردويلى (منصور)
- عمر رزيق (الهادي بن حسن الصباح شابًا)
- أشرف إبراهيم (إبراهيم)
- عبد الرحمن القليوبي (جناح خان)
- محمد يوسف أوزو (صهبان)
- أحمد غزي (سعد)
- ركين سعد (ضيفة شرف - ريحانة)
- رفا الخطيب (جلنار زوجة نظام الملك)
- عزت زين (عبد الملك بن عطاش)
- محمد حمدي (أرسلان تاش)
- كريم عبد الخالق (بيچان)
- عبد الرحيم حسن (حاكم سمرقند)
- كريم أدريانو
- مجدي سعيد
- يوسف عبيد (عم السلطان ملكشاه)
- محمود فايز (فدائي من الحشاشين)
- أحمد التركي
- مايكل تادرس
- مروان نعمان
- مجدي شكري
- يوسف إسماعيل (أحد شيوخ القبائل)
- طاهر الحكيم (أحد دعاة الباطنية)
- عاطف عمار
- يوسف الأسدي (ضيف شرف - فدائي من الحشاشين)
- حسن مالك (الحسين بن حسن الصباح)
- تامر مجدي (نور بارق)
- شريف الخيام
- عمرو المهدي (ضيف شرف - السلطان ألب أرسلان)
- معتز هشام (أحمد سنجر بن ملكشاه)
- شريف حافظ (محمد بن ملكشاه)
- صبري عبد المنعم (ضيف شرف)
- محمد رضوان (ضيف شرف - حاكم إمارة مرو)
- أمنية العربي (نور الوجود /ضيف شرف)
- ماجدة منير (ضيف شرف)
- عايدة فهمي (ضيف شرف)
- محمد نجاتي (ضيف شرف - سراج الدين)
- شريف صبحي
- محمود الشوكي
- ياسر صادق (ابن الحافظ صاحب قلعة أصفهان)
- مجدي إدريس
- محمد عبد السيد (أحد دعاة الباطنية)
- حسام رسلان
- طلعت الشريف
- عيد أبو الحمد (أحد شيوخ القبائل)
- هاني عبد الحي (والد حسن الصباح)
- محمد العزب (يعقوب قائد جيش باركياروق)
- أحمد عبد الله محمود (ضيف شرف - يوسف الخوارزمي)
- مهاب حسين (أحد رجال نظام الملك)
- يوسف حشيش (جوهر - فدائي من الحشاشين)
- سامية أسعد (ضيف شرف )
- عصام توفيق (أحد دعاة الباطنية)
- وليد عزت